# ژان-فرانسوا رو
ژان-فرانسوا رو (فرانسوی: Jean-François Rault‎؛ زادهٔ ۱۸ ژوئن ۱۹۵۸) دوچرخه‌سوار اهل فرانسه است.